# Брухвайлер-Беренбах

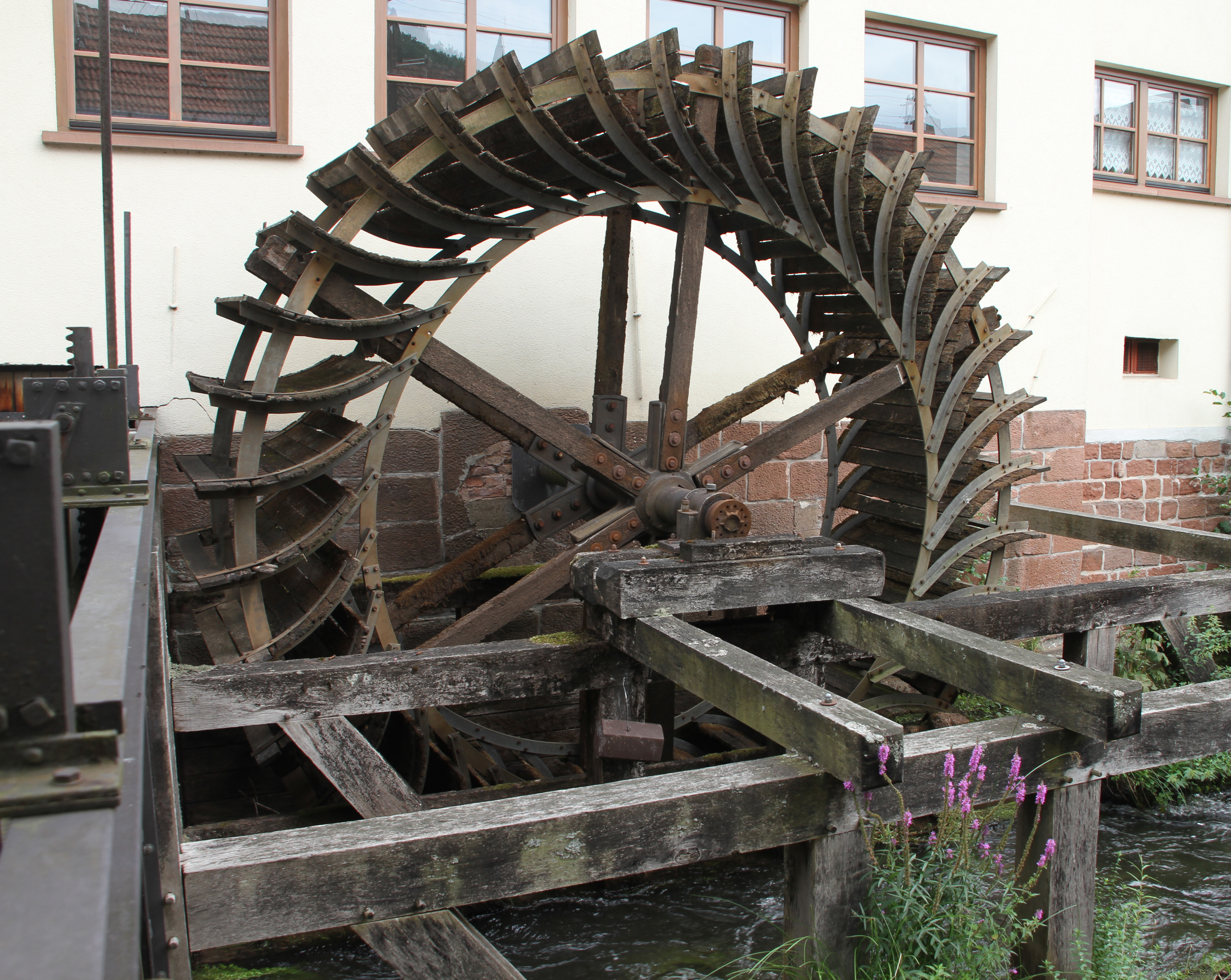

Брухвайлер-Беренбах (нем. Bruchweiler-Bärenbach) — коммуна в Германии, в земле Рейнланд-Пфальц. 
Входит в состав района Юго-западный Пфальц. Подчиняется управлению Данер Фельзенланд.  Население составляет 1624 человека (на 31 декабря 2010 года). Занимает площадь 9,36 км².